# Douglas Engelbart

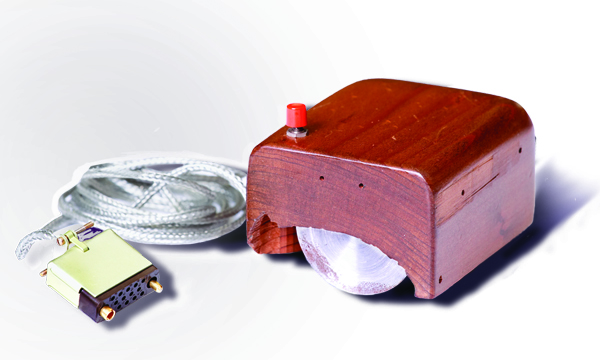
Primer prototipus de ratolí d'ordinador

Douglas C. Engelbart (Portland, Oregon, 30 de gener de 1925 - 2 de juliol de 2013), fou un enginyer i inventor, i un pioner de la informàtica i d'internet. És conegut principalment pel seu treball en la fundació del camp de la interacció entre l'home i l'ordinador, sobretot durant la seva estada a l'Augmentation Research Center Lab de SRI International, on va inventar el ratolí d'ordinador, i desenvolupar l'hipertext, ordinadors en xarxa i fou precursor de les interfícies gràfiques d'usuari, que va presentar al The Mother of All Demos de 1968. La llei Engelbart, que apunta que la taxa intrínseca del rendiment humà és exponencial, porta el seu nom.
NLS, el «oN-Line System,» desenvolupat per Augmentation Research Center sota el consell d'Engelbart amb finançament principalment d'ARPA (llavors es coneixia com a DARPA), va demostrar nombroses tecnologies, la majoria de les quals ara són d’ús generalitzat; incloïa el ratolí de l'ordinador, pantalles de mapes de bits, hipertext; tots els quals es van mostrar un «The Mother of All Demos» el 1968. El laboratori va ser transferit del SRI a Tymshare a finals dels anys setanta, que va ser adquirida per McDonnell Douglas el 1984, i NLS va passar a anomenar-se Augment (ara Institut Doug Engelbart). Tant a Tymshare com a McDonnell Douglas, Engelbart es va veure limitat per la falta d’interès per a finançar-ne el desenvolupament ies va retirar el 1986.
El 1988, Engelbart i la seva filla Christina van llançar el Bootstrap Institute, conegut posteriorment com a The Doug Engelbart Institute – per promoure la seva visió, especialment a la Universitat Stanford; aquest esforç va donar lloc a alguns fons DARPA per modernitzar la interfície d'usuari d'Augment. El desembre del 2000, President dels Estats Units Bill Clinton va atorgar a Engelbart la Medalla Nacional de Tecnologia, el premi més alt de tecnologia dels Estats Units. El desembre de 2008, Engelbart va ser premiat pel SRI al 40è aniversari de la «Mother of All Demos».

## Biografia
Douglas Carl Engelbart va néixer a Portland el 30 de gener de 1925.
Es va graduar en enginyeria elèctrica a la Universitat de Berkeley, Califòrnia i després de la Segona Guerra Mundial va començar a imaginar formes de visualització de tota classe d'informació en pantalles de tubs de raigs catòdics com els que ell havia utilitzat com a tècnic de radar durant la guerra, i somiava «volar» a través d'una varietat d'espais d'informació.
A partir de 1959 comença a col·laborar al SRI International a Menlo Park (Califòrnia), on va tenir l'oportunitat de seguir amb les seves idees visionàries sobre la formulació d'un marc teòric per a la co-evolució de les capacitats humanes, el coneixement i les organitzacions. L'ordenador era al centre d'aquesta visió com una extensió de les capacitats de comunicació i el recurs per a l'augment de la intel·ligència humana.
El 9 de desembre de 1968, Engelbart i el seu grup de 17 investigadors que treballen al Augmentation Research Center del SRI International, va fer una presentació pública en directe de 90 minuts a través del sistema en línia, NLS, en el qual havia treballat des de 1962. La presentació va ser durant una reunió de la Conferència Fall Joint Computer celebrada al centre de congressos de San Francisco al qual van assistir prop de mil professionals de la informàtica. Degut a la transcendència del que es presentava va ser anomenada The Mother of All Demos (La mare de totes les presentacions). Aquest va ser el debut públic del ratolí d'ordinador, però també una primera videoconferència, l'hipertext, el processador de text, l'hipermèdia, l'enllaçat dinàmic i l'editor col·laboratiu, amb pantalla compartida entre dues persones en diferents llocs comunicats amb una xarxa d'àudio i vídeo.
El 1970 va patentar un petit dispositiu de comandament del cursor, una marca mòbil visible a la pantalla per triar un punt d'actuació immediata. Engelbart anomenà mouse (ratolí) aquest aparell, inicialment de fusta i amb dues rodetes metàl·liques, que actualment equipen tots els ordinadors. El seu equip va desenvolupar l'hipertext, els ordinadors en xarxa, i els precursors d'interfícies gràfiques d'usuari. Engelbart va ser també un defensor compromès del desenvolupament i l'ús d'ordinadors i xarxes per ajudar a fer front als problemes cada vegada més urgents i complexes del món.
Engelbart va incorporar al seu laboratori una sèrie de principis organitzatius, que ell va anomenar la seva «estratègia de bootstrapping», específicament dissenyada per a arrencar i accelerar el ritme d'innovació assolible.
La seva salut va deteriorar i va morir el 2 de juliol de 2013 amb 88 anys.

## Influència
Engelbart va ser un pioner de la interacció entre els humans i els ordinadors. El seu major invent, el ratolí, és un dispositiu que amb el temps s'ha convertit en imprescindible per als usuaris de la informàtica moderna. «The mother of all demos» és considerada com la primera videoconferència de la història, realitzada en una la mateixa conferència en la qual es va presentar el ratolí l'any 1968.
També va tenir una influència decisiva en el desenvolupament de les interfícies d'usuari i finestres multitasca, que segons algunes persones va inspirar empresaris com Bill Gates i Steve Jobs.
Entre altres premis va rebre el Turing, un dels més importants a escala mundial dedicat a la informàtica.

## Reconeixements
Des de final de la dècada de 1980, persones i organitzacions destacades han reconegut la importància fonamental de les seves contribucions. Al desembre de 1995, a la IV Conferència de la WWW a Boston, va ser el primer premiat del que més tard serà el Premi Memorial Yuri Rubinsky. El 1997 va rebre el Premi Lemelson-MIT de 500.000 dòlars, el premi únic més gran del món per a la innovació, a més del premi ACM Turing.
Amb motiu del 30è aniversari de la demostració d'Engelbart («The mother of all demos»), el 1998 els arxius de Stanford a Silicon Valley i l'Institute for the Future van acollir The Unfinished Revolution d'Engelbart, un simposi a l'Auditori Memorial de la Universitat Stanford per honrar a Engelbart i les seves idees. Va entrar en el Saló de la Fama dels inventors nacionals l'any 1998.
També l'any 1998 l'Associació per a la Computació de Maquinària (ACM) SIGCHI va lliurar a Engelbart el premi CHI Lifetime Achievement Award. El 2002 Engelbart va entrar a l'Acadèmia CHI. Engelbart va ser guardonat amb el Certificat de Mèrit de l'Institut Franklin en 1996 i la Medalla Benjamin Franklin el 1999 en Informàtica i Ciència Cognitiva. A principis de 2000, Engelbart va produir, amb voluntaris i patrocinadors, el que es va anomenar The Unfinished Revolution II, també conegut com el l'Engelbart Colloquium de la Universitat Stanford, per documentar i difondre el seu treball i les seves idees a un públic més ampli.
Bill Clinton li va concedir la Medalla Nacional de la Tecnologia el desembre de 2000, el premi més prestigiós del país. El 2001 va rebre la Medalla Lovelace de la British Computer Society. El 2005 va ser nomenat Fellow of the Computer History Museum «per avançar en l'estudi de la interacció humana-ordinador, el desenvolupament del dispositiu d'entrada del ratolí i l'aplicació d'ordinadors per millorar l'eficiència organitzativa». També va guanyar el Premi Norbert Wiener, que es lliura anualment per part de professionals informàtics per a la responsabilitat social.
El 9 de desembre de 2008, Engelbart va ser premiat amb motiu de la celebració del 40è aniversari de «The Mother of all Demos» de 1968. Aquest esdeveniment, produït per SRI International, es va celebrar al Memorial Auditorium de la Universitat Stanford. Els ponents van incloure diversos membres de l'equip d'Engelbart, entre els quals hi havia Don Andrews, Bill Paxton, Bill English i Jeff Rulifson, el principal patrocinador governamental d'Engelbart, Bob Taylor, i altres pioners de la informàtica interactiva, incloent-hi Andy van Dam i Alan Kay. A més, Christina Engelbart va parlar sobre les primeres influències del seu pare i la seva tasca a l'Institut Doug Engelbart.
El juny de 2009, el New Media Consortium va reconèixer a Engelbart com a membre de la NMC. El 2011 Engelbart va ingressar en el Saló de la Fama de IEEE Intelligent Systems' AI's.

## Darrers anys i mort
Engelbart va assistir a la Conferència del Programa per al Futur 2010, on centenars de persones es van reunir al Tech Museum de San Jose en línia per dialogar sobre com perseguir la seva visió per augmentar la intel·ligència col·lectiva.
On es pot trobar la explicació més completa de les idees de bootstrapping d'Engelbart és a Boosting Our Collective IQ. Això inclou tres dels articles clau d'Engelbart, editats en forma de llibre per Yuri Rubinsky i Christina Engelbart per commemorar la presentació del SoftQuad Web Award de 1995 a Doug Engelbart a la conferència World Wide Web a Boston el desembre de 1995. Només es van imprimir 2.000 còpies de tapa tova, i 100 de tapa dura, numerades i signades per Engelbart i Tim Berners-Lee. El llibre es pot descarregar de franc.
Dues històries exhaustives del laboratori i el treball d'Engelbart van ser publicades a What the Dormouse Said: How the Sixties Counterculture Shaped the Personal Computer Industry de John Markoff i A Heritage of Innovation: SRI's First Half Century de Donald Neilson. Altres llibres sobre Engelbart i el seu laboratori inclouen Bootstrapping: Douglas Engelbart, Coevolution, and the Origins of Personal Computing de Thierry Bardini i The Engelbart Hypothesis: Dialogs with Douglas Engelbart, de Valerie Landau i Eileen Clegg en conversa amb Douglas Engelbart. Aquests quatre llibres es basen en entrevistes amb Engelbart i altres col·laboradors del seu laboratori.
Engelbart va formar part dels consells assessors del Centre de Ciència, Tecnologia i Societat de la Universitat de Santa Clara, Foresight Institute, Computer Professionals for Social Responsibility, The Technology Center of Silicon Valley i The Liquid Information Company.
Engelbart va tenir quatre fills, Gerda, Diana, Christina i Norman amb la seva primera dona Ballard, que va morir el 1997 després de 47 anys de matrimoni. Es va tornar a casar el 26 de gener de 2008 amb l'escriptora i productora Karen O'Leary Engelbart. Es va celebrar una celebració del 85è aniversari al Tech Museum of Innovation. Engelbart va morir a casa seva a Atherton, Califòrnia, el 2 de juliol de 2013, a causa d'una insuficiència renal. Un amic proper seu i pioner d'Internet, Ted Nelson, va pronunciar un discurs en homenatge a Engelbart. Segons l'Institut Doug Engelbart, la seva mort va arribar després d'una llarga batalla amb la malaltia de l'Alzheimer, que li van diagnosticar el 2007. Engelbart tenia 88 anys i la seva segona dona, els quatre fills del primer matrimoni i nou néts.